# День Паринирваны
День Паринирваны, или День Нирваны, — махаянский буддийский праздник, отмечаемый в Восточной Азии. Некоторые празднуют его 8 февраля[уточнить], но большинство — 15 февраля. Считается, что в этот день Будда Шакьямуни, когда его физическому телу пришло время умирать, вошёл в глубокую медитацию и достиг Паринирваны, т. е., полной Нирваны.
В этот день буддисты практикуют медитацию, посещают буддийские храмы и монастыри, приносят в дар деньги, одежду, предметы быта. В монастырях готовят угощение.
В День Паринирваны часто читают отрывки из махаянской Махапаринирвана Сутры, которая описывает последние дни жизни Будды и учения, что он оставил своим последователям в это время.
Считается уместным размышлять о своей будущей смерти, о потерях друзей и любимых, о непостоянстве — одной из важнейших тем буддийского учения. Необходимость принять потери и непостоянство ведёт к отпусканию страстной жажды, которая, как гласит Вторая Благородная Истина, и является причиной страданий.
Медитацию и заслугу от практики в этот день часто посвящают недавно умершим, чтобы помочь и поддержать их, где бы они ни находились.
Буддийские группы на Западе также отмечают День Паринирваны.